# NGC 2794
NGC 2794 ist eine aktive Spiralgalaxie vom Hubble-Typ Sab im Sternbild Krebs auf der Ekliptik. Sie ist schätzungsweise 390 Millionen Lichtjahre von der Milchstraße entfernt.
Das Objekt wurde am 15. März 1866 von dem deutsch-dänischen Astronomen Heinrich d’Arrest entdeckt.